# Монсен, Ларс
Ларс Монсен (род. 21 апреля 1963, Осло) — норвежский путешественник и журналист, известный всему миру благодаря своими грандиозными экспедициям в дикую природу. Мировую известность он получил в 2005 году, в частности, за свой документальный фильм, снятый собственноручно, о своём же путешествии по Аляске, в котором он пересекает северную часть Канады с востока на запад, используя при этом собственное здоровье, смекалку, беговых собак и небольшой мешочек снаряжения. Он провел 2 года и 7 месяцев в одиночестве, снимая видеоматериал, который впоследствии был опубликован в его родной Норвегии.

## Наиболее известные путешествия
- На собаках по северной Канаде (2 года и 7 месяцев, начиная от Кактовика до Гус Бэя).
- Покорение Аляски (10 месяцев)
- Покорение Норвегии (12 месяцев)
- Покорение Клондайка (Аляска)
- Пешеходный поход 900 км Норвегия, Швеция и Финляндия
- 365 дней путешествия по дикой природе  Норвегии, Швеции и Финляндии для Норвежского телевидения, более известно как "Nordkalotten 365" .[4]